# ㄻ
ㄻ(리을미음)은 한글 낱자의 ㄹ과 ㅁ을 겹쳐 놓은 것이다. 첫소리로는 쓰이지 않고 받침으로만 쓰인다.
어말이나 닿소리 앞에서는 ㅁ으로 소리난다. 하지만 다음 음절이 홀소리로 시작하면 ㄹ, 다음 음절 첫소리가 ㅁ이 된다.
- 앎 → [암ː]
- 삶다 → [삼ː따]
- 삶은 → [살ː믄]
- 젊다 → [점ː따]
- 젊으니 → [절ː므니]

## 그 밖에 ㄻ 표기가 나타나는 경우
동사나 형용사 어간 뒤에 붙어 명사를 만드는 접미사인 ‘ㅁ’과 합쳐질 때 ‘ㄻ’이 나타나기도 한다. 이런 경우 원래 앞쪽 어간에서 받침이 사라지거나 ‘으’가 추가되지만, 다음과 같이 어간이 ㄹ로 끝나는 동사나 형용사일 때는 명사형으로 바뀔 때 어간의 받침이었던 ㄹ이 사라지지 않은 채 ㅁ이 덧붙어서 ㄻ이 된다.
- 갈다 → 갊
- 거칠다 → 거칢
- 날다 → 낢
- 놀다 → 놂
- 베풀다 → 베풂
- 어질다 → 어짊
- 줄다 → 줆

다음 예와 비교해 보면 차이를 알 수 있다.
- 믿다 → 믿음
- 자다 → 잠

## 같이 보기
- ㄹ
- ㅁ

## 코드 값
| 종류                  | 종류           | 글자 | 유니코드 | HTML     |
| --------------------- | -------------- | ---- | -------- | -------- |
| 한글 호환 자모        | 한글 호환 자모 | ㄻ   | U+313B   | &#12603; |
| 한글 자모 영역        | 첫소리         | ꥨᅠ   | U+A968   | &#43368; |
| 한글 자모 영역        | 끝소리         | ᅟᅠᆱ   | U+11B1   | &#4529;  |
| 한양 사용자 정의 영역 | 첫소리         |   | U+F79F   | &#63391; |
| 한양 사용자 정의 영역 | 끝소리         |   | U+F895   | &#63637; |
| 반각                  | 반각           | ﾫ    | U+FFAB   | &#65451; |

| 자명 | 리을미음（남） 리을미음（북）                                                                                         |
| 발음 | 어중 : [ ɭm ], 어말 : [ m ], 어중 구개음화 : [ ɭmʲ ]（남） 어중 : [ lm ], 어말 : [ m ], 어중 구개음화 : [ lmʲ ]（북） |
| 이음 | 후행 자음이 평음일 경우 평음이 경음으로 된다.                                                                         |